# 两路街道
两路街道是中华人民共和国重庆市渝北区下辖的一个街道办事处，2010年由双凤桥街道拆分而出。

## 行政区划
两路街道下辖以下地区：
义学路社区、同茂社区、双北街社区、临港社区、双凤路社区、汉渝路社区、同兴社区、渝航路社区、沙坪社区、齐心村、沙坪村和新华村。